# Skyline (Minnesota)
Skyline és una població dels Estats Units a l'estat de Minnesota. Segons el cens del 2000 tenia 330 habitants.

## Demografia
Segons el cens del 2000, Skyline tenia 330 habitants, 124 habitatges, i 105 famílies. La densitat de població era de 670,6 habitants per km².
Dels 124 habitatges en un 32,3% hi vivien nens de menys de 18 anys, en un 82,3% hi vivien parelles casades, en un 2,4% dones solteres, i en un 15,3% no eren unitats familiars. En el 14,5% dels habitatges hi vivien persones soles l'11,3% de les quals corresponia a persones de 65 anys o més que vivien soles. El nombre mitjà de persones vivint en cada habitatge era de 2,63 i el nombre mitjà de persones que vivien en cada família era de 2,9.
Per edats la població es repartia de la següent manera: un 24,5% tenia menys de 18 anys, un 4,8% entre 18 i 24, un 23% entre 25 i 44, un 27,6% de 45 a 60 i un 20% 65 anys o més.
L'edat mediana era de 44 anys. Per cada 100 dones de 18 o més anys hi havia 93 homes.
La renda mediana per habitatge era de 59.583 $ i la renda mediana per família de 64.063 $. Els homes tenien una renda mediana de 45.625 $ mentre que les dones 30.972 $. La renda per capita de la població era de 25.778 $. Cap de les famílies i el 0,3% de la població estaven per davall del llindar de pobresa.

## Poblacions més properes
El següent diagrama mostra les poblacions més properes.